# بخشبلایند لیک، شهرستان کاس، مینه سوتا
بخشبلایند لیک (به انگلیسی: Blind Lake Township) یک منطقهٔ مسکونی در ایالات متحده آمریکا است که در شهرستان کاس، مینه‌سوتا واقع شده‌است.
 بخشبلایند لیک ۹۱٫۶ کیلومتر مربع مساحت و ۸۸ نفر جمعیت دارد و ۴۲۴ متر بالاتر از سطح دریا واقع شده‌است.